# Sun Xia
Sun Xia va ser un líder rebel local dels Turbants Grocs durant el període de la tardana Dinastia Han Oriental de la història xinesa. En el 184 EC ell es va convertir en líder d'una força dels Turbants Grocs a la ciutat de Wan després de diverses successions. Sun va acabar lluitant contra les forces imperials dirigides per Zhu Jun.

## Biografia
Sun Xia va néixer a la Comandància de Nanyang, Província de Jing. Entre els inicis de la dècada dels 170 i el 184 EC ell es va unir al líder religiós Zhang Jue i va formar part del seu pla per enderrocar els Han. Zhang Jue acumulà més de 360.000 seguidors procedents de vuit províncies i els va dividir en trenta-sis divisions (方). Cadascuna amb el seu propi líder. Aleshores Sun Xia era un membre ordinari de l'exèrcit turbant groc i era sota les ordres dels líders locals Zhang Mancheng.
Quan Zhang Mancheng va ser mort a causa d'un reeixit atac sobre la ciutat de Wan a la Comandància de Nanyang, aquest va ser succeït per Zhao Hong, que fou triat per les forces supervivents de Zhang Mancheng.
Zhao Hong va aconseguir resistir durant dos mesos contra l'exèrcit de Zhu Jun, però va ser mort en última instància, i va perdre el cap en la batalla. Han Zhong va ser triat per succeir-lo. Zhu Jun va aconseguir atraure fora dels voltants a Han i el va matar.
Sun Xia va ser designat per dirigir les forces dels Turbants Grocs restants. Ell va portar les seves tropes a acampar a la ciutat de Wan una vegada més, però amb experimentà ferotges atacs de Zhu Jun. A principis de gener del 185 EC el Sergent Major Sun Jian va conduir les seves tropes i va ser el primer a enfilar-se per la muralla de la ciutat. L'11 de gener ell i Zhu Jun van irrompre en la ciutat. Sun Xia tractà d'escapar, però va ser empaitat per les forces de Zhu Jun. L'exèrcit imperial va abastar a Sun Xia al Pujols Jing del comtat de Xi’e, on va ser derrotat i mort juntament amb diversos milers dels seus soldats.

## Anotacions
- La biografia de Sun Xia mostra moltes semblances amb la del personatge de ficció Sun Zhong. Ambdós van lluitar a Wan i tenien el mateix nom familiar, no obstant Sun Xia no va ser mort per Liu Bei.

1. ↑  de Crespigny, A Biographical Dictionary, biografia de Sun Xia, pàgina 777
2. ↑  de Crespigny, A Biographical Dictionary, biografia de Zhang Mancheng, pàgina 1068
3. ↑  de Crespigny, A Biographical Dictionary, biografia de Zhao Hong, pàgina 1098
4. ↑  de Crespigny, A Biographical Dictionary, biografia de Han Zhong, pàgina 305
5. ↑  de Crespigny, Emperor Huan and Emperor Ling, Zhongping 1